# Piceen
Piceen is een polycyclische aromatische koolwaterstof met als brutoformule C22H14. Structureel gezien bestaat de verbinding uit vijf asymmetrisch gefuseerde benzeenringen. De stof komt voor als grote kleurloze plaatachtige kristallen, die een blauw licht fluoresceren. Het is onoplosbaar in water, maar wel in sterk geconcentreerd zwavelzuur. Het wordt aangetroffen in de pekachtige restfractie na destillatie van teer en petroleum.

## Synthese
Piceen kan in het laboratorium bereid worden door een reactie van aluminiumchloride en een mengsel van naftaleen en 1,2-dibroomethaan.

## Supergeleiding
Piceen is in staat om bij zeer lage temperatuur (18 K) en met intercalatie van kalium of rubidium supergeleiding te vertonen. Dit werd in maart 2010 bekendgemaakt in het vakblad Nature. De opbouw van de molecule is zeer analoog aan die van grafiet. Piceen komt namelijk in laagjes voor, die door relatief zwakke vanderwaalskrachten worden samengehouden. Dit geeft, enkel bij lage temperaturen en met intercalatie van kalium of rubidium, aanleiding tot een goede geleiding van de elektrische stroom, doordat de gedelokaliseerde elektronen vrij kunnen bewegen doorheen de lagen. De inbouw van kalium- of rubidiumatomen in het kristalrooster blijkt essentieel; met verwante alkalimetalen als natrium of cesium werkt het niet. Ook werkt de supergeleiding niet met het structuurisomeer pentaceen.